# Lahore-Resolution
Die Lahore-Resolution (Urdu قرارداد لاہور, Qarardad-e-Lahore; bengalisch লাহোর প্রস্তাব, Lahor Prostab) wurde am 23. März 1940 von der All-indischen Muslimliga unter Leitung von Ali Jinnah in Lahore (damals Britisch-Indien, heute Pakistan) verabschiedet. Sie wird als ein wichtiger Meilenstein auf dem Weg zur Teilung Britisch-Indiens und der Gründung des States Pakistan im Jahr 1947 gesehen. In der Resolution wurde auf Grundlage der Zwei-Nationen-Theorie ein eigener Staat für die indischen Muslime gefordert. Neben wirtschaftlicher und religiöser Unabhängigkeit von den Hindus sollte auch die politische Souveränität der Muslime gesichert werden. Die Resolution wurde zu einem Zeitpunkt verabschiedet, zu dem die britische Kolonialmacht ganz auf den Krieg in Europa konzentriert war.

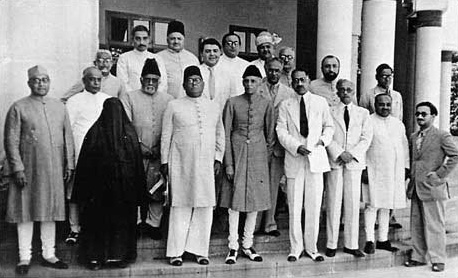
Vertreter der gesamtindischen Muslimliga in Lahore

Der Kernpunkt der Resolution, die scharfe Angriffe auf den Indischen Nationalkongress beinhaltete, war die Feststellung, dass in Britisch-Indien nicht eine, sondern zwei „Nationen“ lebten: die der Hindus und die der Muslime. Eine gemeinsame Verfassung für ganz Indien mache keinen Sinn, da dies die dauerhafte Herrschaft der Mehrheit, d. h. der Hindus, über die Minderheit der Muslime bedeuten würde. Auch eine Föderalisierung auf Ebene der Provinzen sei nicht sinnvoll, da das genannte Problem dann auf Provinzebene aufträte. Stattdessen müsse Britisch-Indien in zwei große administrative territoriale Einheiten aufgeteilt werden, eine für die Hindus und eine für die Muslime.
Die Resolution wurde weithin als ein Aufruf zur Gründung eines islamischen Staates Pakistan auf indischem Boden interpretiert. Von den Hindus wurde die Resolution praktisch unisono als Aufruf zur Teilung Indiens abgelehnt. Auch auf muslimischer Seite gab es nicht nur Zustimmung. Die gesamtindische Muslim-Konferenz (All India Azad Muslim Conference), die im April 1940 unter dem Präsidium von Khan Bahadur Allah Bakhsh, dem damaligen Chief Minister der Provinz Sindh, in Delhi tagte, sprach sich für ein unabhängiges aber vereinigtes Indien aus.
In Lahore wurde an der Stelle der Verabschiedung der Resolution ein Minarett (Minar-e-Pakistan) errichtet.
Der 23. März ist heute ein Nationalfeiertag in Pakistan.